# Selección de fútbol sub-19 de Grecia
La selección de fútbol sub-19 de Grecia es controlada por la Federación Helénica de Fútbol. El julio de 2007, la selección griega quedó subcampeona en el campeonato de Europa sub-19 en Austria. También llegó a la final en el Campeonato Europeo de la UEFA Sub-19 2012, donde perdió el título con la Selección de fútbol sub-19 de España.

## Estadìsticas

### Eurocopa Sub-19
| Año   | Pos.                                       | J                                          | G                                          | E                                          | P                                          | GF                                         | GC                                         |
| ----- | ------------------------------------------ | ------------------------------------------ | ------------------------------------------ | ------------------------------------------ | ------------------------------------------ | ------------------------------------------ | ------------------------------------------ |
| 2002  | No clasificó                               | No clasificó                               | No clasificó                               | No clasificó                               | No clasificó                               | No clasificó                               | No clasificó                               |
| 2003  | No clasificó                               | No clasificó                               | No clasificó                               | No clasificó                               | No clasificó                               | No clasificó                               | No clasificó                               |
| 2004  | No clasificó                               | No clasificó                               | No clasificó                               | No clasificó                               | No clasificó                               | No clasificó                               | No clasificó                               |
| 2005  | Fase de grupos                             | 3                                          | 1                                          | 0                                          | 2                                          | 1                                          | 6                                          |
| 2006  | No clasificó                               | No clasificó                               | No clasificó                               | No clasificó                               | No clasificó                               | No clasificó                               | No clasificó                               |
| 2007  | Subcampeón                                 | 5                                          | 2                                          | 2                                          | 1                                          | 5                                          | 4                                          |
| 2008  | Fase de grupos                             | 3                                          | 0                                          | 2                                          | 1                                          | 1                                          | 4                                          |
| 2009  | No clasificó                               | No clasificó                               | No clasificó                               | No clasificó                               | No clasificó                               | No clasificó                               | No clasificó                               |
| 2010  | No clasificó                               | No clasificó                               | No clasificó                               | No clasificó                               | No clasificó                               | No clasificó                               | No clasificó                               |
| 2011  | Fase de grupos                             | 3                                          | 1                                          | 0                                          | 2                                          | 2                                          | 3                                          |
| 2012  | Subcampeón                                 | 5                                          | 3                                          | 0                                          | 2                                          | 10                                         | 7                                          |
| 2013  | No clasificó                               | No clasificó                               | No clasificó                               | No clasificó                               | No clasificó                               | No clasificó                               | No clasificó                               |
| 2014  | No clasificó                               | No clasificó                               | No clasificó                               | No clasificó                               | No clasificó                               | No clasificó                               | No clasificó                               |
| 2015  | Semifinales                                | 4                                          | 1                                          | 1                                          | 2                                          | 2                                          | 6                                          |
| 2016  | No clasificó                               | No clasificó                               | No clasificó                               | No clasificó                               | No clasificó                               | No clasificó                               | No clasificó                               |
| 2017  | No clasificó                               | No clasificó                               | No clasificó                               | No clasificó                               | No clasificó                               | No clasificó                               | No clasificó                               |
| 2018  | No clasificó                               | No clasificó                               | No clasificó                               | No clasificó                               | No clasificó                               | No clasificó                               | No clasificó                               |
| 2019  | No clasificó                               | No clasificó                               | No clasificó                               | No clasificó                               | No clasificó                               | No clasificó                               | No clasificó                               |
| 2020  | Cancelado debido a la pandemia de COVID-19 | Cancelado debido a la pandemia de COVID-19 | Cancelado debido a la pandemia de COVID-19 | Cancelado debido a la pandemia de COVID-19 | Cancelado debido a la pandemia de COVID-19 | Cancelado debido a la pandemia de COVID-19 | Cancelado debido a la pandemia de COVID-19 |
| 2021  | Cancelado debido a la pandemia de COVID-19 | Cancelado debido a la pandemia de COVID-19 | Cancelado debido a la pandemia de COVID-19 | Cancelado debido a la pandemia de COVID-19 | Cancelado debido a la pandemia de COVID-19 | Cancelado debido a la pandemia de COVID-19 | Cancelado debido a la pandemia de COVID-19 |
| 2022  | No clasificó                               | No clasificó                               | No clasificó                               | No clasificó                               | No clasificó                               | No clasificó                               | No clasificó                               |
| 2023  | Fase de grupos                             | 3                                          | 0                                          | 1                                          | 2                                          | 4                                          | 10                                         |
| 2024  | Por definir                                | Por definir                                | Por definir                                | Por definir                                | Por definir                                | Por definir                                | Por definir                                |
| Total | 7/21                                       | 26                                         | 8                                          | 6                                          | 12                                         | 25                                         | 40                                         |